# Staroněmecký racek
Staroněmecký racek je plemeno holuba domácího, náležející mezi racky, drobné holoubky s pernatou náprsenkou na hrudi. Na rozdíl od orientálního racka a jiných krátkozobých racků má staroněmecký racek delší zobák a je exteriérově méně dokonalý. Je to malý, kompaktní holub s chocholkou, který se chová pouze v kresbě štítníka, ptáci jsou celí bílí, jen štíty křídel jsou barevné. V seznamu plemen EE patří do plemenné skupiny racků a je zapsán pod číslem 0704.

## Historie
Staroněmecký racek je jeden z původních středozobých plemen racků, které vznikaly v Evropě v druhé polovině 19. století na základě dovážených racků orientálních. Pochází z Vestfálska, kde vznikl zkřížením cášského racka štítníka, po kterém staroněmecký racek zdědil barvu opeření, s hamburským rackem. Ten je sám potomkem racků a rejdičů a původně byl využíván pro letový sport. Sám staroněmecký racek byl dále použitý při šlechtění mladších a dnes prošlechtěnějších a exteriérově dokonalejších plemen racků.
Na přelomu 19. a 20. století došlo k rozšíření krátkozobých plemen racků a středozobá plemena včetně staroněmeckého racka téměř vyhynula. Regenerované plemeno bylo uznáno po druhé světové válce, klub chovatelů byl v Německu založen v roce 1956.

## Popis
Staroněmecký racek je malý holub s širokou a kulatou hlavou, která však není tak dokonale okrouhlá, jak je tomu u krátkozobých racků. Podobně jako u jiných racků má i staroněmecký racek vystupující líce a hrdlo vyplněné lalůčkem, který je však jen slabý. Zobák je kratší, široce nasazený, a s čelem svírá tupý úhel. Hlava je zdobená růžicovitou chocholkou, která je tvořená bujným a dlouhým opeřením a přechází v postranní růžice. Oči jsou velké, živé, s tmavou duhovkou a jsou obtaženy jen světlými a nenápadnými obočnicemi. Krk je krátký a silný a široce nasedá na krátký a kompaktní trup. Na přední straně krku a hrudi se nachází rozčísnutá náprsenka tvořená zkadeřeným peřím. Hruď je vyklenutá směrem vpřed a hřbet se svažuje k ocasu, ten je krátký, úzce složený a spočívají na něm letky krátkých přilehlých křídel. Nohy jsou krátké, s neopeřenými běháky.
Chová se v barvě jednobarevné bílé a v kresbě štítníka, kdy je zbarvený celý křídelní štít, 7-10 ručních letek a všechno ostatní opeření je bílé. Všechny barvy jsou velmi intenzivní a lesklé. V Německu je znám také staroněmecký racek bílý barevnoocasý.
Je to čistě okrasné plemeno holubů, je však otužilý, dobře létá, sám ochovává holoubata, je temperamentní a přitom při styku s člověkem klidný, hodí se proto i pro začátečníky.

## Podobná plemena

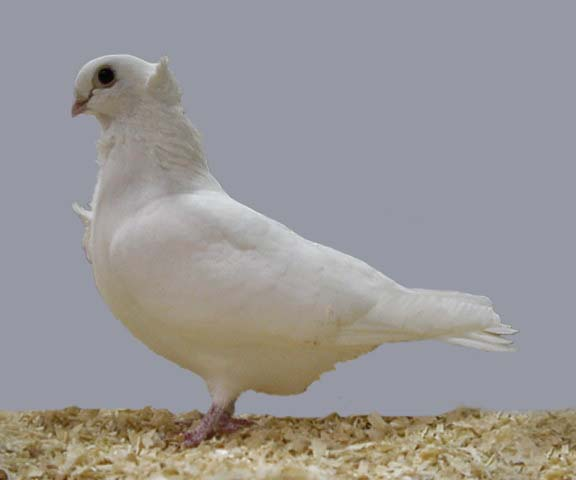
Staroněmecký racek celobarevný bílý

Podobnými plemeny holubů je staroholandský racek, který je větší a má špičatou chocholku, cášský racek štítník, který je hladkohlavý, starošvédský a francouzský racek.